# Akwaeke Emezi
Akwaeke Emezi, född 6 juni 1987 i Umuahia i Nigeria, är en nigeriansk författare.